# Жа Жа Габор
Жа Жа Габор (на английски: Zsa Zsa Gabor, на унгарски: Gábor Zsazsa; рождено име: Шари Габор, Gábor Sári) е американска актриса от унгарски произход и бивша победителка от конкурси за красота. Участва в много филми, сериали и телевизионни предавания. Тя е също така една от най-известните светски дами, замесена в скандали и сензации, прочута с екстравагантност и особено чувство за хумор, което я задържа на вълната на славата. Тя е сестра на Ева Габор и Магда Габор, станали също актриси.

## Биография
Родена е в Будапеща. Семейство Габор имат еврейско потекло.
Прави дебюта си като актриса през 1936 г. Участва във филмите „Ние не сме женени!“ (1952, с Джинджър Роджърс в главната роля), „Мулен Руж“ (1952), „Лили“ (1953), „Допир до злото“ (1958), „За първи път“ (1959), „Пепи“ (1960), „Кошмари на Елм Стрийт 3: Воини в сънищата“ (1987), „Голо оръжие 2½“ (1991), като в последните два филма играе себе си.
През 2002 г. Габор претърпява автомобилна катастрофа. През 2005 г. получава инсулт, след което преживява няколко операции. През юли 2010 г. счупва няколко кости на крака си след падане у дома и отново се налагат операции. Оттогава на няколко пъти лежи в болница. В началото на 2011 г. десният ѝ крак е ампутиран над коляното.
Габор умира на 18 декември 2016 г. след спиране на сърцето в състояние на кома, в медицинския център UCLA Medical Center, петдесет дни преди да навърши 100 години.

## Личен живот
Женена е 9 пъти и разведена 8. Има една дъщеря, родена през 1947 г. (Жа Жа твърди, че е забременяла, след като вторият ѝ съпруг, Конрад Хилтън, я изнасилил малко преди развода им).